# Country-Musik 1946
Die Liste bietet eine Übersicht über das Jahr 1946 im Genre Country-Musik.

## Ereignisse
- Der KLRA Arkansas Jamboree Barndance geht in Little Rock, Arkansas, erstmals auf Sendung
- Der WRVA Old Dominion Barn Dance geht in Richmond, Virginia, erstmals auf Sendung

## Top-Hits des Jahres

### Nummer-1-Hits
- 5. Januar – You Will Have to Pay – Tex Ritter
- 5. Januar – White Cross on Okinawa – Bob Wills and his Texas Playboys
- 2. Februar – Guitar Polka – Al Dexter
- 18. Mai – New Spanish Two Step – Bob Wills and his Texas Playboys
- 14. September – Wine, Women and Song – Al Dexter
- 12. Oktober – Divorce Me C.O.D. – Merle Travis

### Weitere Hits
- Chained To A Memory – Eddy Arnold
- Cincinnati Lou – Merle Travis
- Detour – Spade Cooley
- Drivin' Nails In My Coffin – Floyd Tillman
- Freight Train Boogie – The Delmore Brothers
- Get Yourself A Red Head – Hank Penny
- Have I Told You Lately That I Love You – Gene Autry
- I Wish I Had Never Met Sunshine – Gene Autry
- Kentucky Waltz – Bill Monroe and his Bluegrass Boys
- No Vacancy – Merle Travis
- Roly Poly – Bob Wills and his Texas Playboys
- Sioux City Sue – Tiny Hill
- Sioux City Sue – The Hoosier Hot Shots
- Sioux City Sue – Zeke Manners
- Someday – The Hoosier Hot Shots
- Someday – Elton Britt
- Stay A Little Longer – Bob Wills and his Texas Playboys
- That's How Much I Love You – Eddy Arnold
- Wave To Me My Lady – Elton Britt
- When You Leave Don't Slam The Door – Tex Ritter
- You Can't Break My Heart – Spade Cooley

## Geboren
- 19. Januar – Dolly Parton
- 3. Juli – Johnny Lee
- 15. Juli – Linda Ronstadt
- 10. Oktober – John Prine († 2020)
- 5. November – Gram Parsons († 1973)
- 13. November – Ray Wylie Hubbard
- 20. November – Bob Childers († 2008)

## Gestorben
- 14. Juli – Riley Puckett